# Turó dels Castanyers
El Turó dels Castanyers és una muntanya de 375 metres que es troba entre els municipis de Tordera, a la comarca del Maresme i de Fogars de la Selva, a la comarca de la Selva.